# Macaque d'Assam
Macaca assamensis
Espèce
Statut de conservation UICN

 NT  : Quasi menacé
Statut CITES
Le macaque d'Assam (Macaca assamensis) est un macaque de la famille des Cercopithecidae, originaire d'Asie du Sud, du Sud-Est et de l'Est. Depuis 2008, l'espèce est classée comme quasi menacée par l'UICN, comme elle connaît une baisse importante de sa population en raison de la chasse, de la dégradation de l'habitat et la fragmentation.

## Organisation sociale
Chez le macaque d'Assam, des études réalisées en milieu naturel ont montré que la hiérarchie de dominance est quasiment linéaire sur la base des interactions agonistiques. Cependant cette hiérarchie n'est pas corrélée avec la direction des montes et des toilettages. De façon générale, les mâles adultes montent les femelles et sont le plus souvent dominants sur elles. Ces mâles toilettent plus souvent les femelles qu'ils ne sont toilettés par elles. Les jeunes mâles toilettent les plus âgés et sont fréquemment leurs subordonnés. Ces effets d'âge et de sexe produisent des inter corrélations entre le toilettage, les montes et la dominance mais seulement dans des classes particulières d'âge et de sexe.

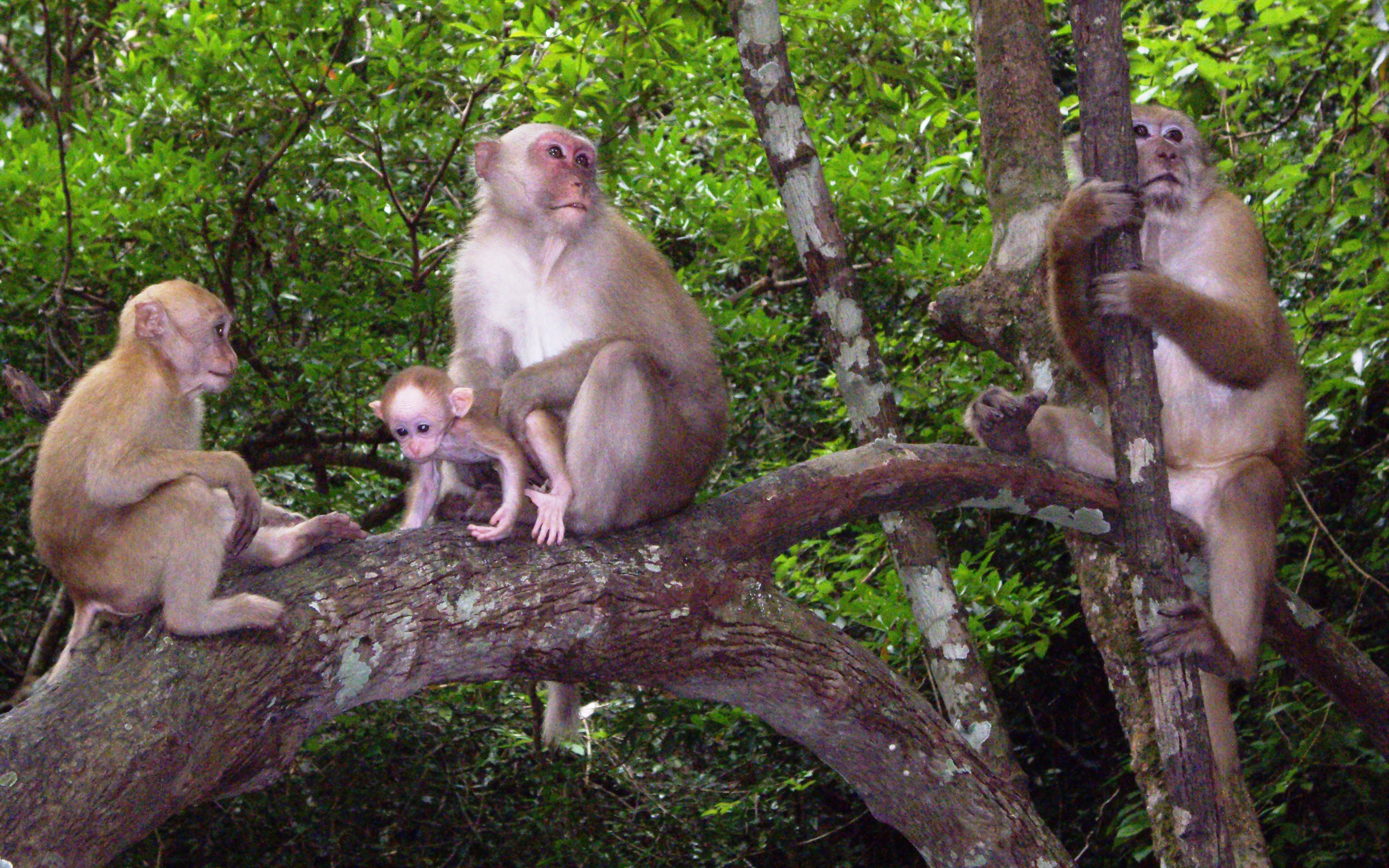
Macaques d'Assam, parc national d'Erawan, Thaïlande

## Mensurations
Poids
- Mâle : 8 à 16 kg (M. a. assamensis) et 10 à 13 kg (M. a. pelops)
- Femelle : 5 à 9 kg (M. a. assamensis) et 7 à 9 kg (M. a. pelops)

Taille
- Longueur tête + corps :
  - Mâle : 530 à 730 mm (M. a. assamensis) et 550 à 635 mm (M. a. pelops)
  - Femelle : 435 à 555 mm (M. a. assamensis) et 530 à 590 mm (M. a. pelops)
- Longueur de la queue :
  - Mâle : 190 à 250 mm (M. a. assamensis) et 280 à 360 mm (M. a. pelops)
  - Femelle : 170 à 225 mm (M. a. assamensis) et 235 à 295 mm (M. a. pelops)

## Habitat

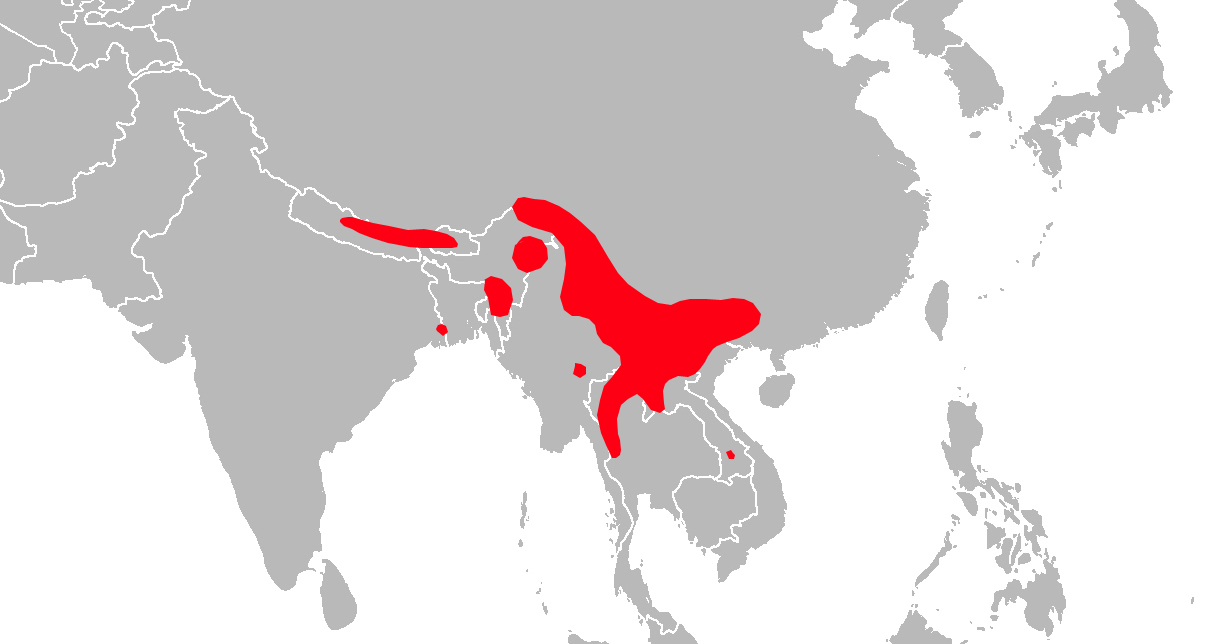
Répartition du macaque d'Assam.

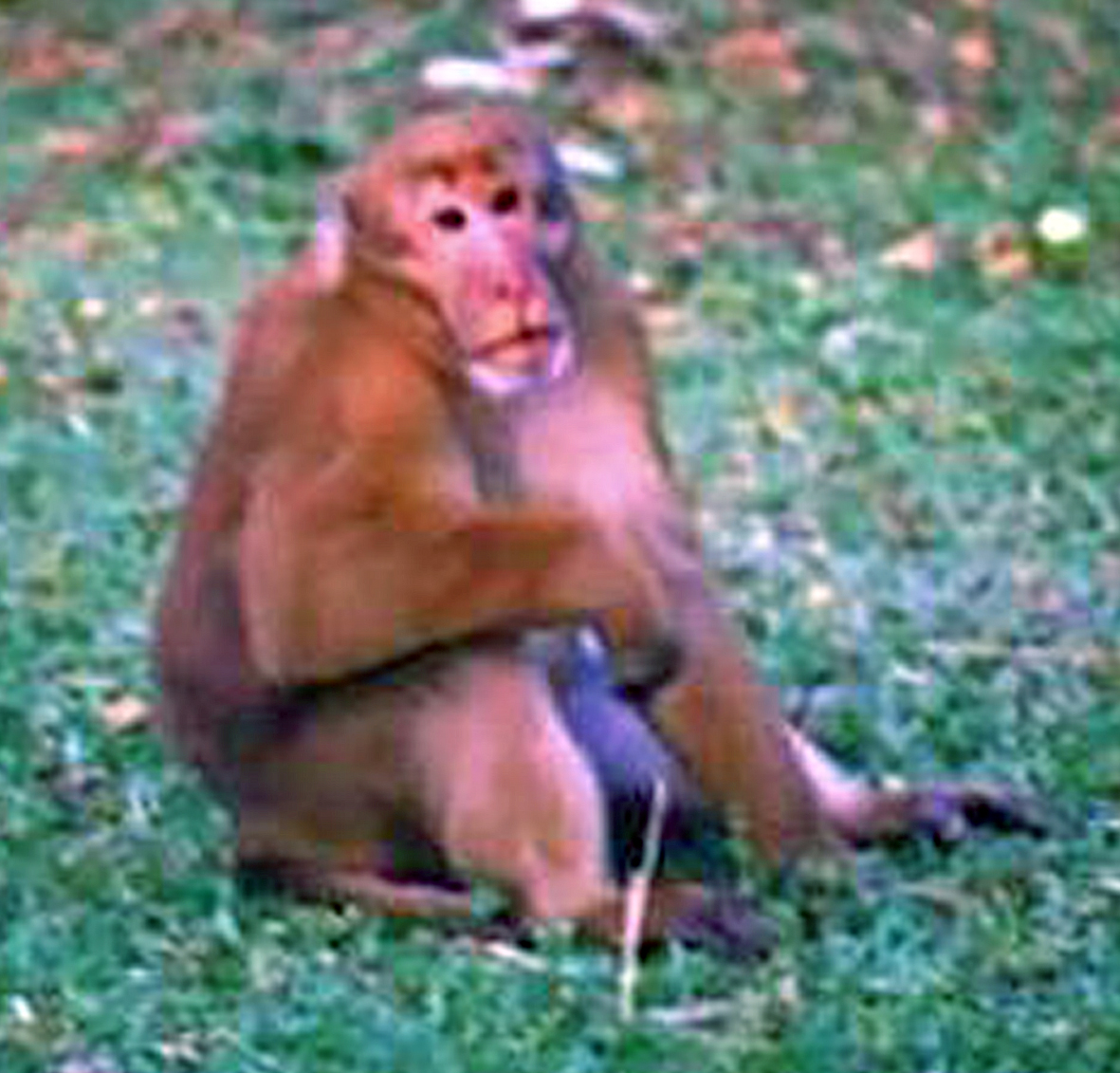
Un macaque d'Assam mâle adulte.

### Sources externes
- (en) CITES : Macaca assamensis McClelland, 1840  (+ répartition sur Species+) (consulté le 22 mai 2015)
- (fr) CITES : taxon  Macaca assamensis (sur le site du ministère français de l'Écologie) (consulté le 22 mai 2015)
- (en) UICN : espèce Macaca assamensis McClelland, 1840 (consulté le 22 mai 2015)